# Thriambus nicias
Thriambus nicias är en insektsart som först beskrevs av Ronald Gordon Fennah 1958.  Thriambus nicias ingår i släktet Thriambus och familjen sporrstritar. Inga underarter finns listade i Catalogue of Life.